# Ниязлиев, Оразмурад Ниязмурадович
Оразмурад Ниязмурадович Ниязлиев (туркм. Orazmyrat Nyýazlyýew, 1947—2014) — туркменский государственный деятель.

## Биография
Родился в 1947 году в Ташаузе Ташаузской области Туркменской ССР. В 1972 году окончил Туркменский сельскохозяйственный институт.
В 1964 году начал работать слесарем авторемонтного завода № 1 Минавтошосдора Туркменской ССР. С 1973 по 1975 годы — сначала секретарь, затем первый секретарь Ашхабадского горкома комсомола. С 1975 года работает в объединении «Туркменнефтегазстрой» Миннефтегазстроя СССР. С 1992 по 1993 год — заместитель председателя концерна «Туркменнефтегазстрой».
- 23.11.1993 — 01.07.1996 — заместитель министра нефти и газа Туркменистана.
- 01.07.1996 — 03.12.1998 — государственный министр-председатель Государственного концерна «Туркменнефтегазстрой».
- 03.12.1998 — 21.11.2000 — хяким Лебапского велаята.
- 21.11.2000 — 25.10.2006 — хяким города Туркменабада Лебапского велаята[2].
- 25.10.2006 — 09.07.2010 — хяким Балканского велаята[3][4]. На должность хякима велаята был назначен с испытательным сроком в 6 месяцев[2]. В должности хякима занимался развитием национальной туристической зоны «Аваза», а также модернизацией города Туркменбашы[5][6].
- 09.07.2010 — 07.05.2011 — заместитель председателя Центральной комиссии по выборам и проведению референдумов в Туркмении[4].
- 07.05.2011 — 13.10.2014 — председатель Центральной комиссии по выборам и проведению референдумов в Туркмении[7][8]. В качестве председателя избирательной комиссии обеспечивал проведение избирательной кампании на должность Президента Туркменистана в 2012 году, на которых Гурбангулы Бердымухамедов одержал повторную победу, набрав 97,14 % голосов[9]. На церемонии инаугурации 17 февраля 2012 года вручил Бердымухамедову удостоверение Президента Туркмении[10]. За организацию и проведение 20 августа 2012 года выборов в органы местного самоуправления — Генгеши, получил благодарность президента Бердымухамедова на заседании Кабинета министров страны, прошедшего 22 августа 2012 года[11].

Скоропостижно скончался в 2014 году. Точная дата смерти не публиковалась.
Оразмурад Ниязлиев был одни из немногих высокопоставленных руководителей Туркмении, назначенных президентом Сапармуратом Ниязовым, и сохранивших свой статус после его смерти в 2006 году, при новом главе государства Гурбангулы Бердымухамедове. Ниязлиев входил в состав комиссии по организации похорон Сапармурата Ниязова.

## Награды и звания
- Медаль «Гайрат» (13.12.1995)
- Заслуженный строитель Туркменистана (16.06.1998) «За большой личный вклад в успешную реализацию Программы по газификации населенных пунктов Туркменистана и завершение строительства установки по получению сжиженного газа на Найыпском промышленном узле, а также высокие производственные показатели»
- Орден «Золотой век» III степени (22.07.2007)
- Орден «Независимость» (26.10.2009)
- Медаль «За любовь к Отечеству» (21.10.2016, посмертно[12])